# Turuhan
A Turuhan (oroszul: Турухан) folyó Oroszország ázsiai részén, a Krasznojarszki határterületen; a Jenyiszej bal oldali mellékfolyója.

## Földrajz
Hossza: 639 km, vízgyűjtő területe: 35 800 km², évi közepes vízhozama: 371 m³/sec.
Az Alsó-Jenyiszej-hátságon ered és a Nyugat-szibériai-alföld északkeleti peremén, erdőkkel borított sík vidéken folyik végig. Az Alsó-Tunguszka torkolatától kb. 20 km-re északra ömlik a Jenyiszej egyik mellékágába. Torkolatánál fekszik Sztaroturuhanszk falu, egykor Turuhanszk néven város. A mai Turuhanszk járási székhely a Jenyiszej túlsó partján, az Alsó-Tunguszka torkolatánál terül el.
A folyót októbertől május végéig, június első feléig jég borítja. Tavaszi árvizekor, júniusban folyik le éves vízhozamának legnagyobb része; nyáron alacsony vízállás jellemzi. A torkolattól kb. 270 km-ig hajózható.
Fontosabb mellékfolyói balról a Makovszkaja, jobbról az Alsó-Baiha (608 km) és a Felső-Baiha.
A Turuhan a 17. században fontos része volt annak a – legnagyobb részben vízi – útvonalnak, amely a Taz folyón alapított Mangazeja települést kötötte össze a Jenyiszejjel és tovább Kelet-Szibériával.
A folyóvölgy egy szakaszán vezetett volna az 1950-es évek elején politikai foglyok ezrei által épített, de be nem fejezett Szalehard–Igarka-vasútvonal. A folyón, Janov Sztan egykori meteorológiai állomás mellett tervezett vasúti hídból csak a pillérek készültek el.